# Clinus arborescens
Clinus arborescens är en fiskart som beskrevs av John Dow Fisher Gilchrist och Thompson, 1908. Clinus arborescens ingår i släktet Clinus och familjen Clinidae. Inga underarter finns listade i Catalogue of Life.